# Industrirådet
Industrirådet var en dansk erhvervspolitisk interesseorganisation, der eksisterede fra 1910 til 1992. 
H. P. Prior var rådets første formand, hvorefter Alexander Foss kort tid efter overtog rollen som formand, da Prior måtte trække sig på grund af sygdom.
Organisationens forløber var frem til 1910 Industriforeningen, der var stiftet i 1838. Rådet skulle være en mere handlekraftig og fleksibel organisation, når det gjaldt om at få industriens interesser på den politiske dagsorden. Industrirådet fusionerede i 1992 med Industriens Arbejdsgivere og blev til Dansk Industri. 
Fra 1936 til 1961 stod Industrirådet sammen med Dansk Arbejdsgiverforening bag udgivelsen af dagbladet Dagens Nyheder.

## Sekretærer (udvalg)
- 1929-1939: A.P. Ranløv
- 1942-1945: Bjørn Bertelsen og Adam Møller
- 1972-1974: Peter Brixtofte